# هوليس تومسون
هوليس تومسون (بالإنجليزية: Hollis Thompson)‏ مواليد 3 أبريل 1991 في لوس أنجلوس، هو لاعب كرة سلة أمريكي بدأ مسيرته الاحترافية في سنة 2012 يلعب مع فريق فيلادلفيا سفنتي سيكسرز في الرابطة الوطنية لكرة السلة ويحمل الرقم 31. يبلغ طوله 6 قدم 8 بوصة (2.0 م). لعب كرة السلة الجامعية في جامعة جورجتاون

## إحصائيات المسيرة

### الموسم الاعتيادي
| السنة   | الفريق                 | لعب | بدأ | دقيقة | ميداني% | ثلاثية | حرة  | ارتداد | صنع | استلاب | تصدي | نقطة |
| ------- | ---------------------- | --- | --- | ----- | ------- | ------ | ---- | ------ | --- | ------ | ---- | ---- |
| 2013–14 | فيلادلفيا سفنتي سيكسرز | 77  | 41  | 22.6  | .460    | .401   | .712 | 3.2    | .9  | .7     | .2   | 6.0  |
| 2014–15 | فيلادلفيا سفنتي سيكسرز | 71  | 23  | 25.0  | .413    | .401   | .708 | 2.8    | 1.2 | .8     | .4   | 8.8  |
| 2015–16 | فيلادلفيا سفنتي سيكسرز | 77  | 17  | 28.0  | .397    | .380   | .719 | 3.5    | 1.3 | .5     | .3   | 9.8  |
| المسيرة |                        | 225 | 81  | 25.2  | .417    | .391   | .713 | 3.2    | 1.1 | .6     | .3   | 8.2  |

## روابط خارجية
- هوليس تومسون على موقع الدوري الأوروبي لكرة السلة (الإنجليزية)
- هوليس تومسون على موقع إن بي أي (الإنجليزية)
- هوليس تومسون على موقع سبورتس رفرنس (الإنجليزية)
- هوليس تومسون على موقع كرة السلة الأوروبية.كوم (الإنجليزية)
- هوليس تومسون على موقع إي إس بي إن.كوم (الإنجليزية)
- هوليس تومسون على موقع كلية كرة السلة في سبورتس رفرنس.كوم (الإنجليزية)
- هوليس تومسون على موقع ريلجم (الإنجليزية)
- هوليس تومسون على موقع بروبوليرز (الإنجليزية)
- هوليس تومسون على موقع سبورتس رفرنس (الإنجليزية)
- هوليس تومسون على موقع سبورتس رفرنس (الإنجليزية)